# تری‌اکسید تلوریم
تری‌اکسید تلوریم (به انگلیسی: Tellurium trioxide) با فرمول شیمیایی TeO۳ یک ترکیب شیمیایی با شناسه پاب‌کم ۸۳۴۸۱ است. که جرم مولی آن ۱۷۵٫۶ g/mol می‌باشد. شکل ظاهری این ترکیب، جامد سفید است.